# John Kidd (cầu thủ bóng đá)
John Oliver Kidd (sinh ngày 15 tháng 1 năm 1936) là một cựu cầu thủ bóng đá người Anh, thi đấu ở vị trí tiền đạo ở Football League cho Tranmere Rovers.